# Niedźwiedziówkowate
Niedźwiedziówkowate (Arctiinae) – liczna w gatunki podrodzina motyli z rodziny mrocznicowatych. Wcześniej miały rangę niezależnej rodziny. Znanych jest około 6000 gatunków.

## Występowanie
Motyle z tej rodziny są rozpowszechnione na całym świecie, głównie w strefach tropikalnych.
W Europie występuje 98 gatunków, a w Polsce 45 (zobacz: niedźwiedziówkowate Polski). Na terenie kraju są szeroko rozprzestrzenione – pospolita jest m.in. niedźwiedziówka kaja (Arctia caja).

## Budowa
Są to motyle o zróżnicowanych rozmiarach, od niewielkich (o rozpiętości skrzydeł 17 mm) do dużych (skrzydła ok. 90 mm). Komórka środkowa skrzydła długa i wąska. Głaszczki wargowe są krótkie, ssawka dobrze rozwinięta. Czułki u samców grube, często podwójnie piłkowane, a u samic nitkowate. W plemieniu Arctiini odwłok jest krępy, a u większości gatunków skrzydła szerokie często jaskrawo ubarwione – czerwone, pomarańczowe.
Przyoczka obecne są u plemienia Arctiini. W plemieniu Lithosini większość gatunków jest niewielkich rozmiarów o wąskich skrzydłach ubarwionych szaro, szaro-zielono lub żółtawo. Nazwa rodziny związana jest z wyglądem gąsienic, które są silnie owłosione. Wyjątek stanowią skąpo owłosione gąsienice rodzaju Lithosia.

## Biologia i ekologia

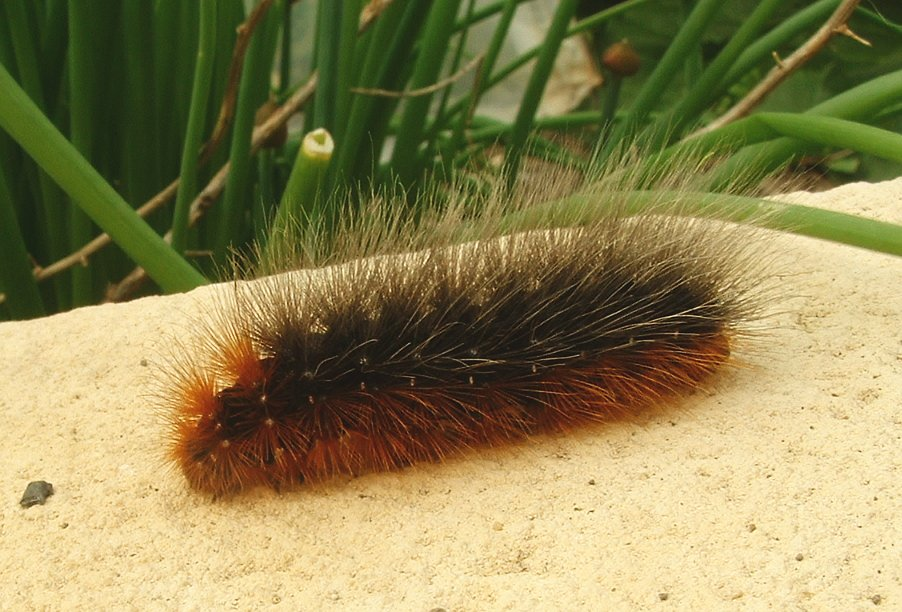
Gąsienica niedźwiedziówki kai

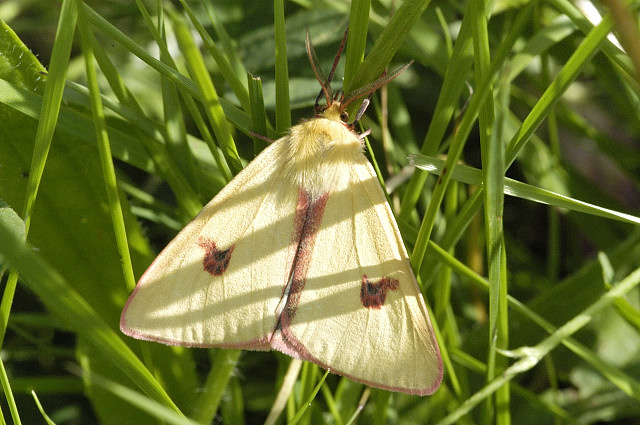
Niedźwiedziówka jastrzębica

Wśród Arctiidae są gatunki aktywne w ciągu dnia oraz takie, które żerują w nocy, przylatują też do światła.
Gąsienice, w zależności od gatunku żerują na roślinach zielnych oraz drzewach i krzewach liściastych. Gąsienice Lithosinae żerują na porostach. Niektóre gatunki o ostrzegawczym jaskrawym ubarwieniu są niesmaczne lub trujące dla drapieżców.
Nieliczne gatunki są szkodnikami. Północnoamerykańska Estigmene acrea jest szkodnikiem upraw kapusty. W Polsce szkodnikiem sadów może być oprzędnica jesienna (Hyphantria cumea) – gatunek północnoamerykański zawleczony do Europy, po raz pierwszy stwierdzony w 1940 roku na Węgrzech. Jednak nie odnotowywano w Polsce jego masowych pojawów.
Przepoczwarczenie następuje w półprzezroczystym, miękkim, wyścielonym włosami  oprzędzie między roślinnością, w szparach kory drzew, w ściółce lub pod powierzchnią ziemi.
Jaja owalne lub okrągłe, gładkie, różnie zabarwione, często z mozaiką barw. Składane są przez samicę pojedynczo lub w małych złożach na krawędzi liści roślin żywicielskich. Składane grupowo mogą tworzyć różnorodnego kształtu złoża.
Niektóre niedźwiedziówkowate posiadają mechanizm obronny polegający na przykrym smaku odstraszającym ewentualnych napastników. Włoski parzące gąsienic mogą powodować pokrzywki, wysypki na tle alergicznym (reakcje histaminowe) lub zapalenie spojówek np. niedźwiedziówka kaja (Arctia caja). Niektóre gatunki odsłaniają w celu odstraszenia drapieżnika spodnią parę skrzydeł o jaskrawym ubarwieniu. Gąsienice południowoamerykańskiej niedźwiedziówki Paracles laboulbeni żyją w wodzie. Oddychają za pomocą plastronu.

## Systematyka

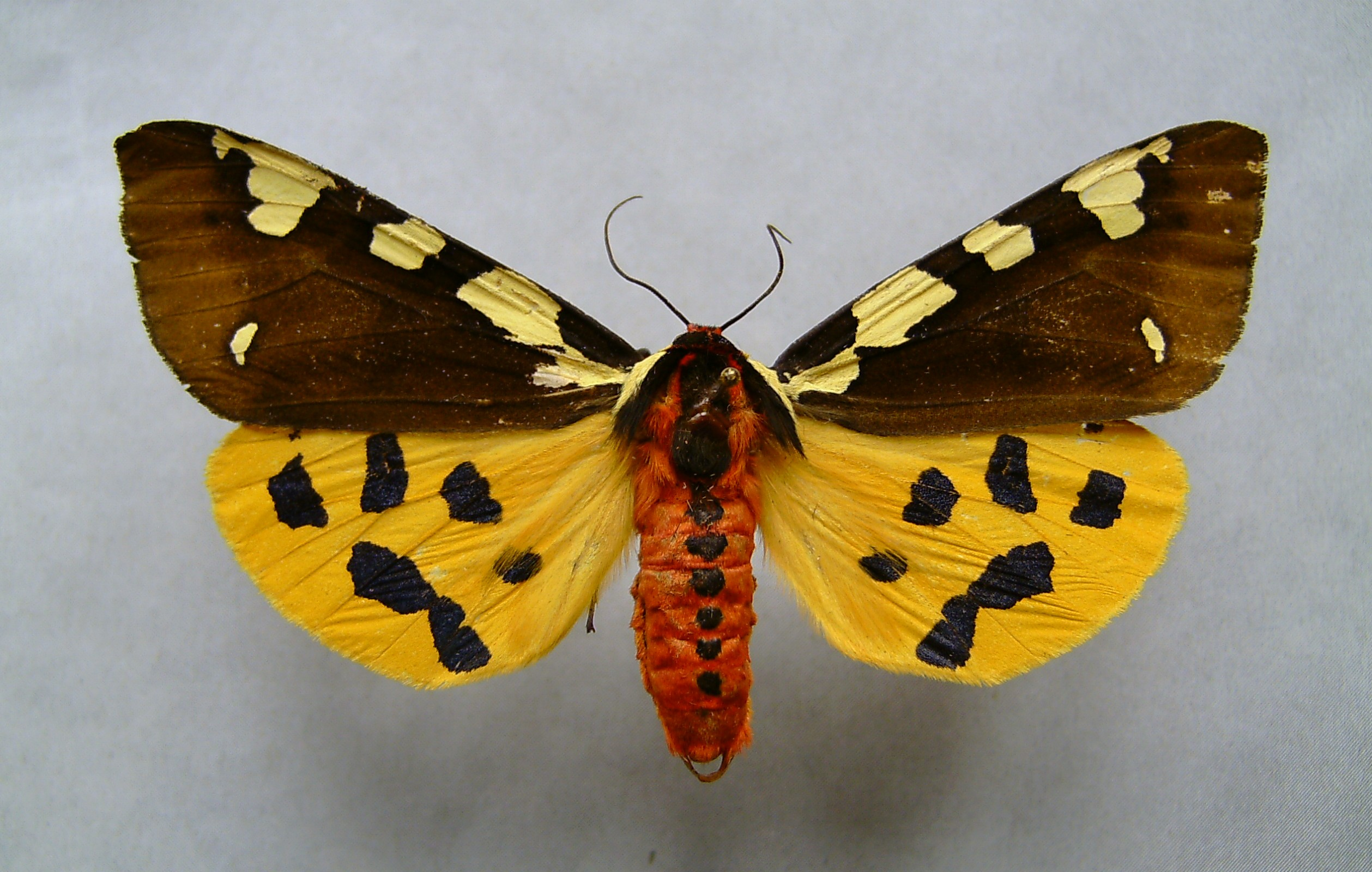
Niedźwiedziówka krasa (Pericallia matronula)

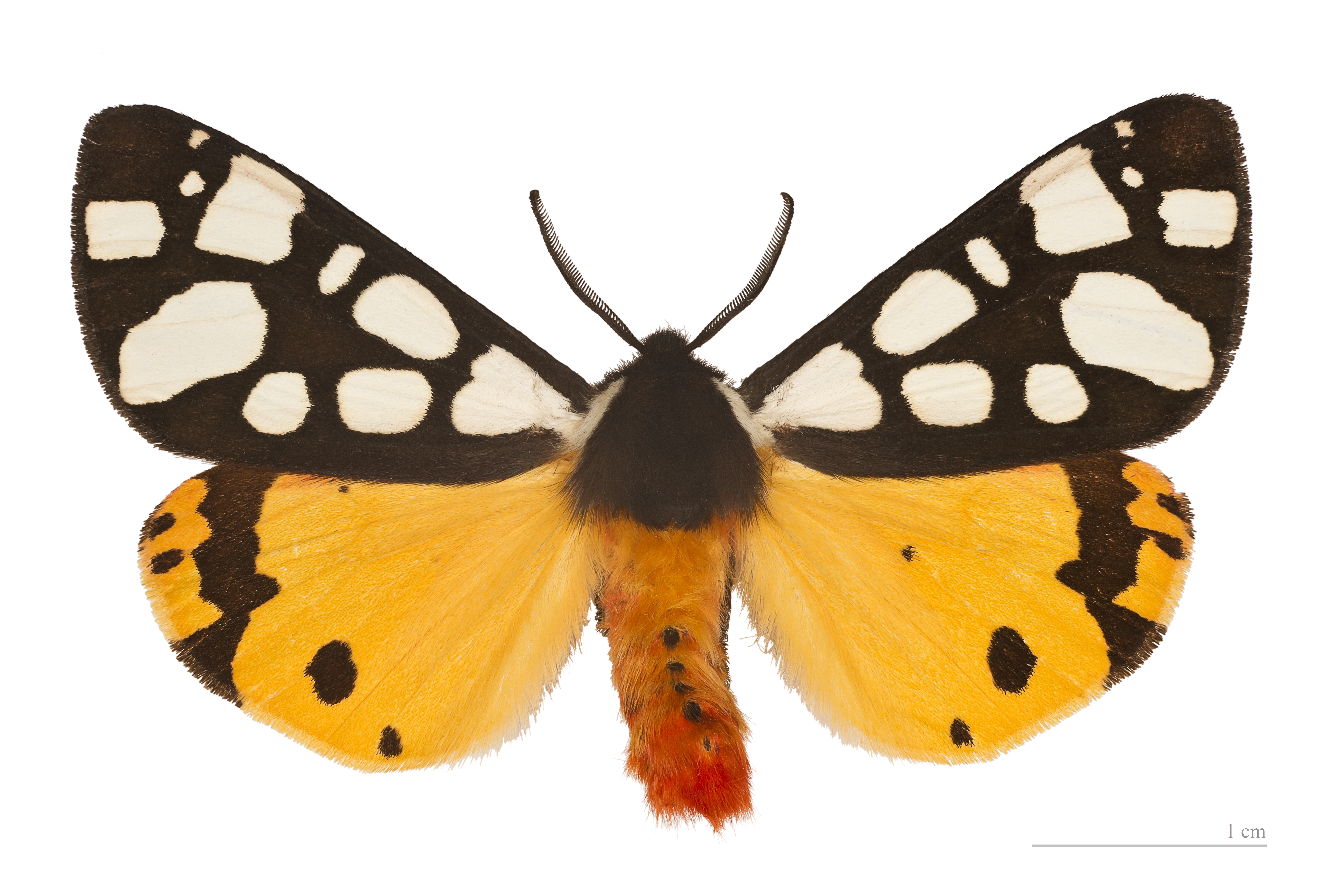
Niedźwiedziówka włodarka (Arctia villica)

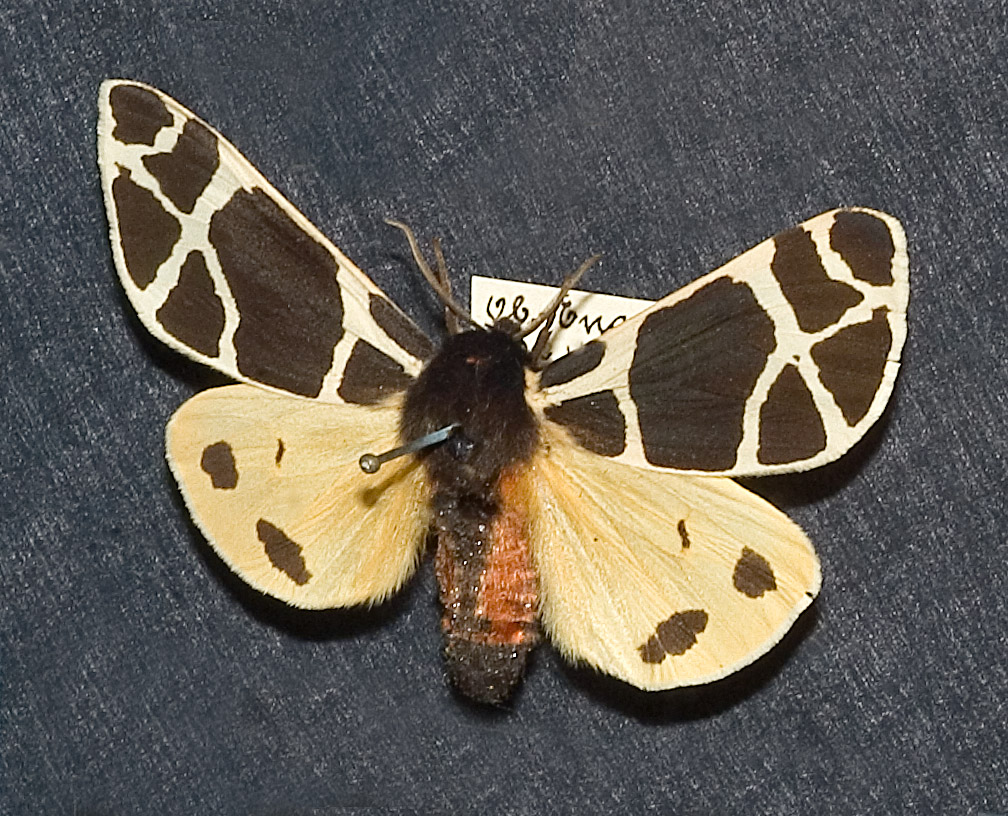
Arctia flavia

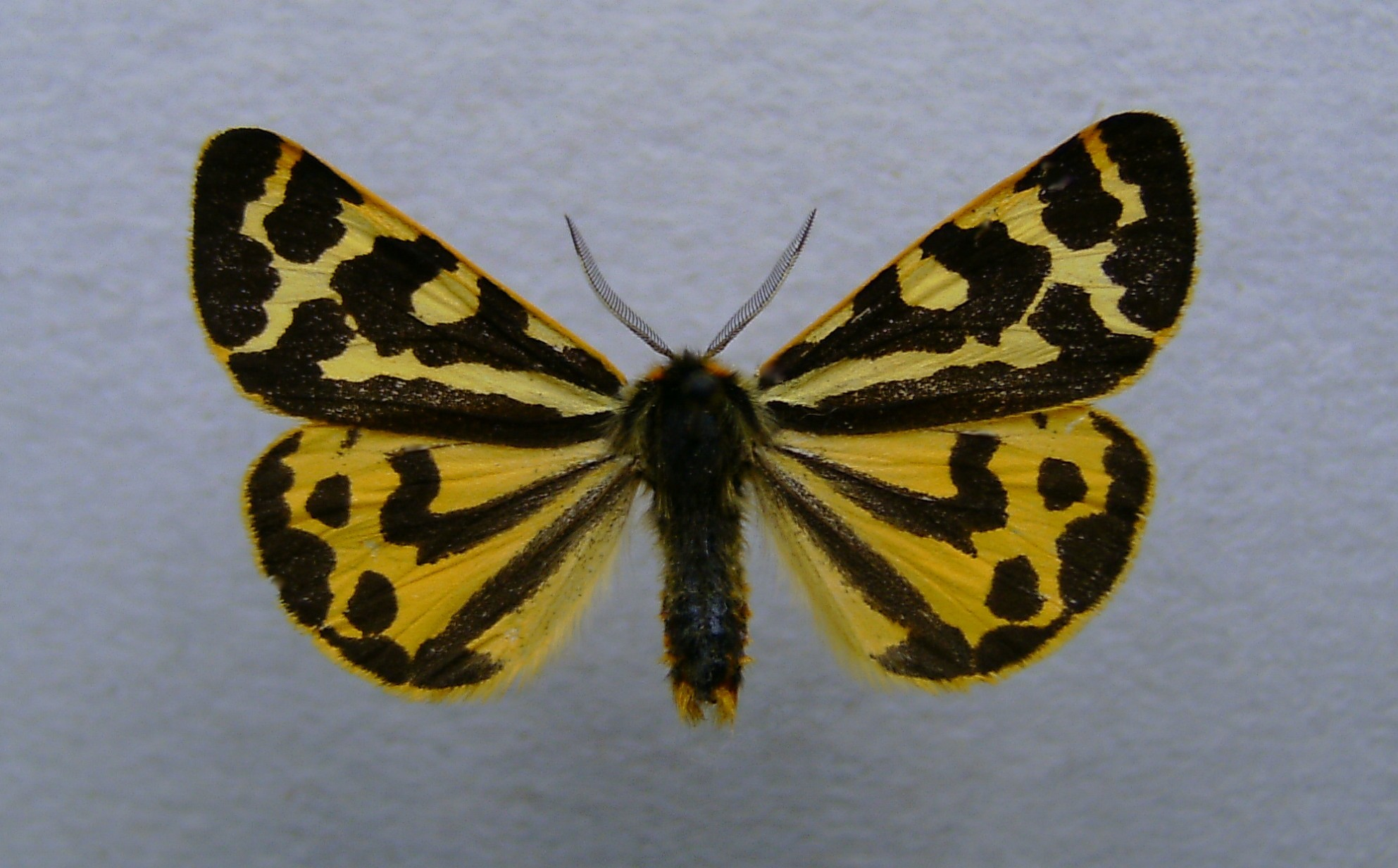
Niedźwiedziówka babkówka (Parasemia plantaginis)

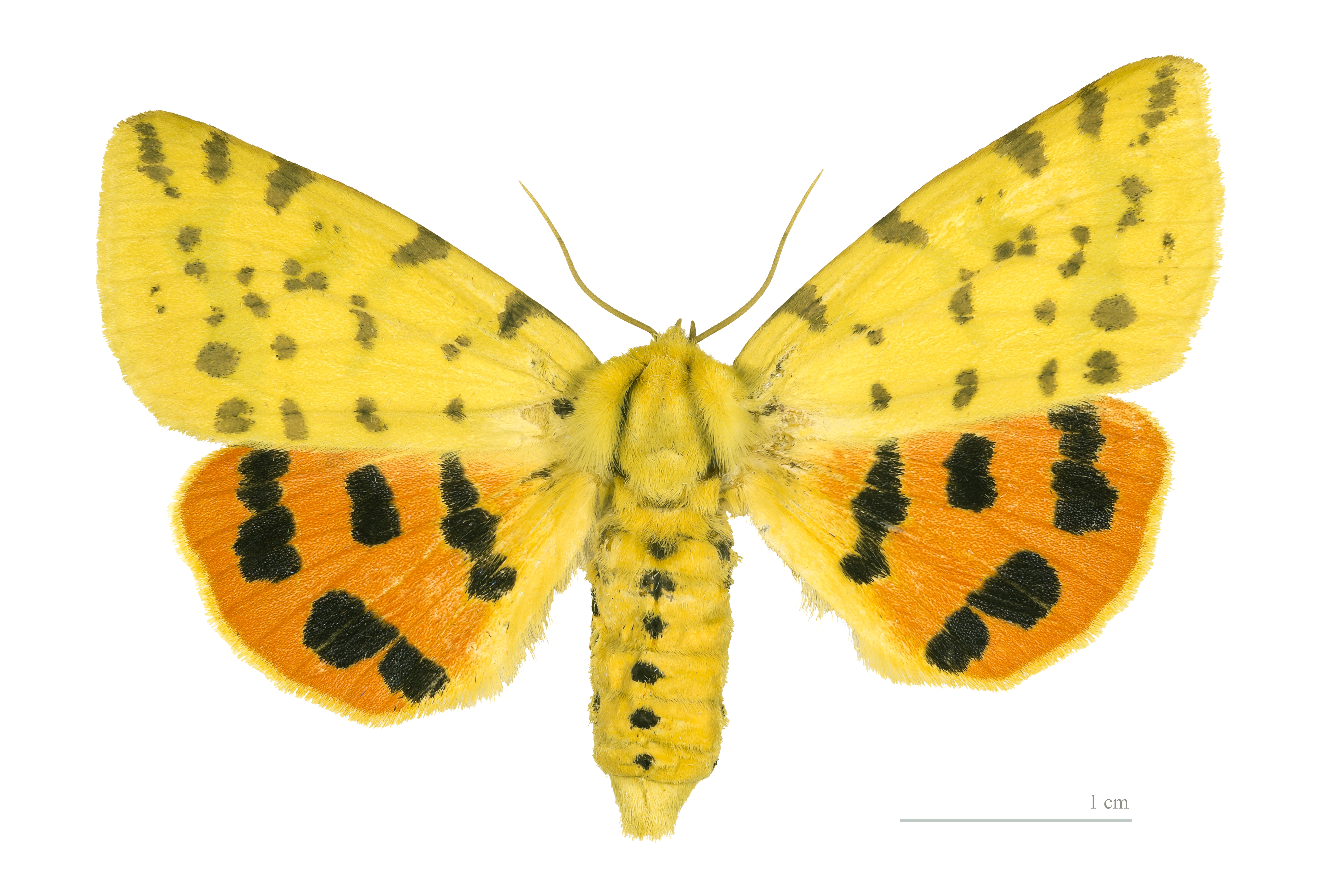
Niedźwiedziówka purpurka (Rhyparia purpurata)

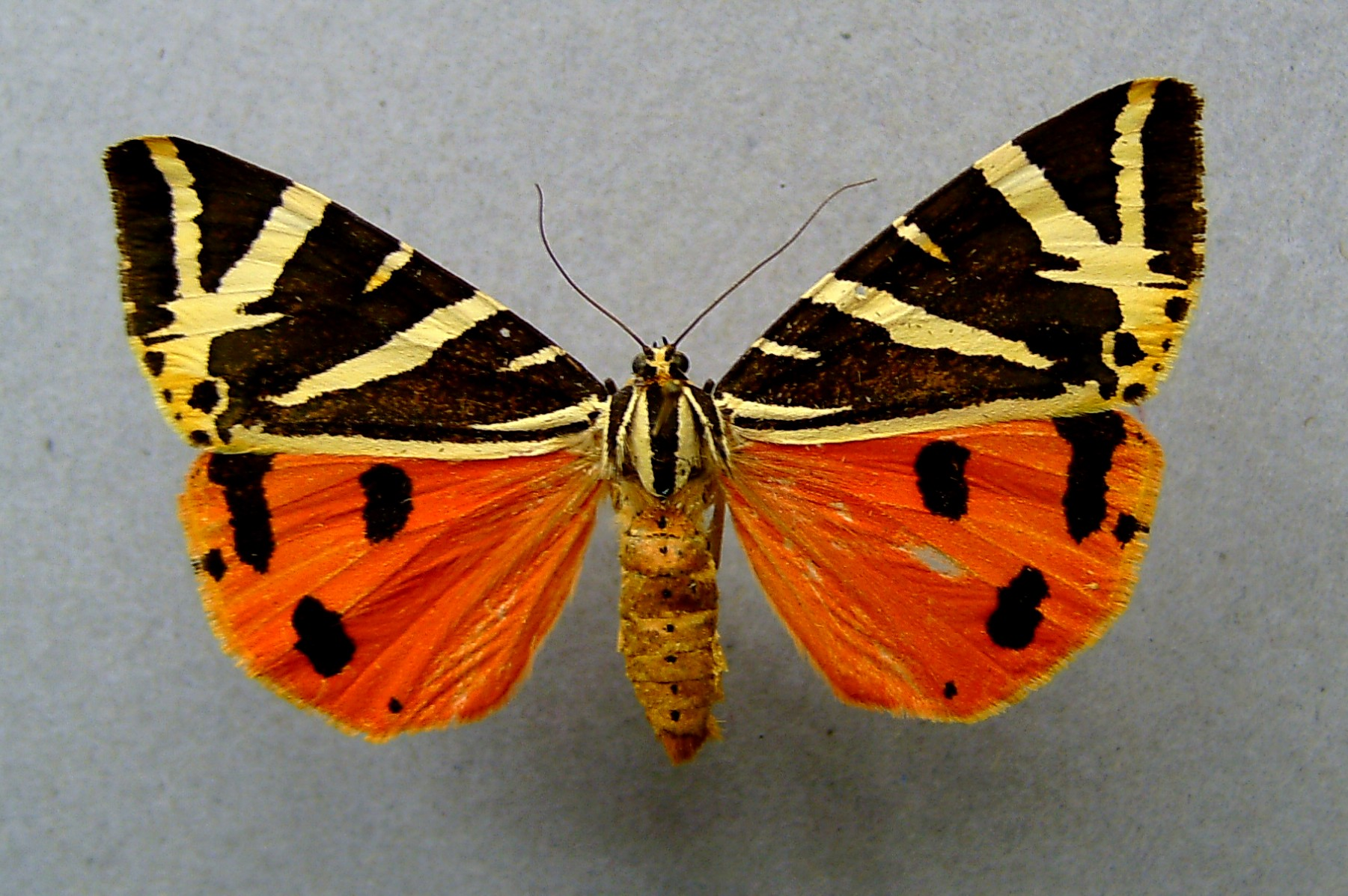
Krasopani hera (Euplagia quadripunctaria)

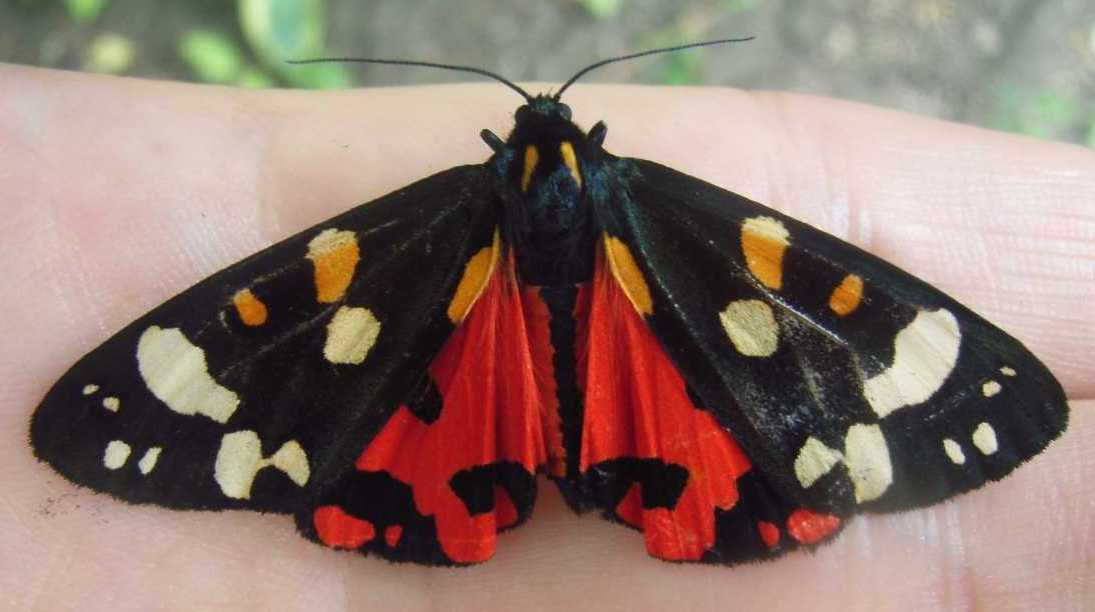
Krasopani poziomkówka (Callimorpha dominula)

W obrębie Arctiinae wyróżniane są plemiona:
- Arctiini (m.in. rodzaj Heliura)
- Lithosini
- Syntomini

Rodzina Nolidae była dawniej włączana do Arctiidae jako podrodzina, a obecnie ma status niezależnej rodziny w nadrodzinie Noctuoidea. Obecnie do Arctiinae zalicza się jako plemię oblaczki (Syntomini), które dawniej miały rangę rodziny.
Gatunki niedźwiedziówkowatych występujących w Polsce zestawiono w artykule motyle Polski.

## Kategorie zagrożenia
Niektóre gatunki w Polsce są:
- bardzo silnie zagrożone – niedźwiedziówka dwórka (Hyphoraia aulica)
- silnie zagrożone – niedźwiedziówka włodarka (Arctia villica)
- umiarkowanie zagrożone, narażone na wyginięcie – niedźwiedziówka krasa (Pericallia matronula), niedźwiedziówka plamica (Chelis maculosa), niedźwiedziówka hebe (Arctia festiva).